# Tine van Klooster
Jantina Henderika „Tine“ van Klooster (* 6. Juli 1894 in Groningen; † 30. Januar 1945 im KZ Ravensbrück) war eine niederländische Literaturwissenschaftlerin, Verlegerin und Widerstandskämpferin im Zweiten Weltkrieg.

## Leben und Werk
Tine van Klooster wurde 1894 in Groningen als Tochter des Margarine- und Backwarenhändlers Frans Sjoerd van Klooster (1857–1910) und Hindrikje Timmer (1854–1923) geboren. Zusammen mit ihren sieben älteren Geschwistern wuchs sie in der Westerkade 17 in einer Familie der wohlhabenden Mittelschicht auf. 1910 starb ihr Vater, und sie zog mit ihrer Mutter in ein kleineres Haus in der Westerkade 8A. Sie besuchte das Mädchengymnasium in Groningen und anschließend das Gymnasium in Assen, wo sie 1914 ihr Abitur machte. Nach dem Abitur studierte sie von 1914 bis 1921 Niederländisch an der Universität Groningen. Im Anschluss lebte sie von März 1921 bis Juni 1922 in den USA bei ihrem Bruder Hein van Klooster (1884–1972), Professor für physikalische Chemie am Rensselaer Polytechnic Institute in Troy. Dort studierte sie moderne amerikanische Literatur an der Columbia University in New York. Nach ihrer Rückkehr in die Niederlande promovierte sie 1924 bei J.H. Kern in Groningen mit einer Dissertation über die Schriftstellerin Edith Wharton.

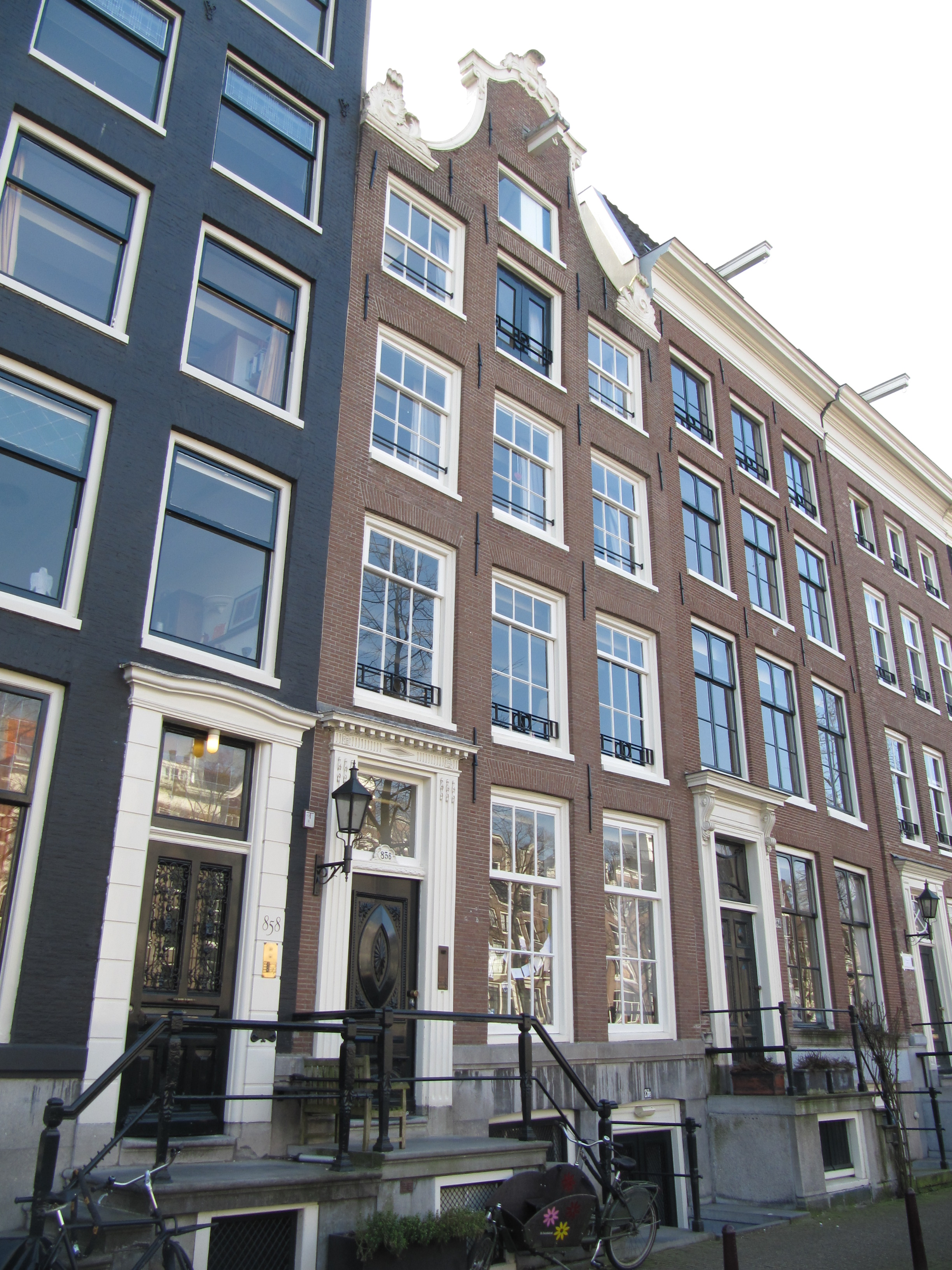
Wohn- und Verlagssitz, Prinsengracht 856

Im November 1924 ging Tine van Klooster nach Amsterdam und wohnte in der Jacob Obrechtstraat 11. In Vertretung eines erkrankten Lehrers übernahm sie den Geschichtsunterricht am Gemeentelijk Lyceum voor Meisjes (Städtisches Lyzeum für Mädchen) an der Reinier Vinkeleskade in Amsterdam. Im Juni 1925 zog sie mit der Verlegerin Johanna Jacoba „Koos“ Schregardus (1897–1976), die bereits in der Westerkade eine Nachbarin der Familie gewesen war, in der Amsteldijk 143 zusammen. Gemeinsam gründeten die Freundinnen im August 1925 zusammen mit dem Lithografen Arie Rünckel den Verlag De Branding, der ab März 1926 von ihm allein weitergeführt wurde. Am 1. März 1926 gründete sie zusammen mit ihrer Partnerin Koos Schregardus den Verlag De Spieghel, in dem sie Dissertationen von Doktorandinnen, Romane, Essays, Gedichtsammlungen, Kunst- und Geschichtsbücher sowie Bücher und Zeitschriften zu den Themen Natur, Spiel und Sport veröffentlichten. Sie gaben durchschnittlich fünfzehn Bücher pro Jahr heraus und acht Zeitschriften, darunter von 1928 bis 1935 De Vrije Bladen, 1932 bis 1942 Beeldende Kunst und 1932 bis Ende 1934 die Monatszeitschrift Vrouw en Gemeenschap. Die Illustratorin Tine Baanders entwarf die Buchumschläge und Nelly Bodenheim, eine der Amsterdamse Joffers, fertigte die Illustrationen. Im August 1928 zog der Verlag in die Prinsengracht 856 und drei Monate später bezogen Tine van Klooster und Koos Schregardus eine Wohnung über dem Verlagsgebäude.
„Die Spieghels“, wie Tine van Klooster und Koos Schregardus manchmal genannt wurden, gehörten zum Amsterdamer Künstlermilieu und waren mit ihrem unkonventionellen Lebensstil, der auch Auto- und Motorradfahren beinhaltete, völlig akzeptiert. Zu ihrem Freundeskreis gehörten der Literat Kees Kelk und seine Frau Helena Suzanna „Suzy“ van Hall (1907–1978) sowie das Malerpaar Else Berg und Mommie Schwarz. 1933 kauften sie ein Landhaus im Vinkeveense Plassen, ein nordöstlich des Dorfes Vinkeveen gelegenes Wald- und Wasserreiches Gebiet im Nordwesten der niederländischen Provinz Utrecht. 1942 tauschten sie es gegen ein Haus in Loenersloot, Dorp 1 (heute Rijksstraatweg 244) ein.

## Tätigkeit im Widerstand
Während des Zweiten Weltkrieges weigerten sich Tine van Klooster und Koos Schregardus 1942, Mitglied der niederländischen Sektion der Reichskulturkammer zu werden, der sich Künstler und Verleger anschließen mussten. De Spieghel war einer der wenigen Verlage, die sich weigerten, woraufhin der Verlag am 9. Juli liquidiert wurde. Sie begannen, sich im niederländischen Widerstand im illegal gegründeten Centrale Kunstenaars Commissie um Gerrit van der Veen, Frits van Hall und seiner Schwester Suzy van Hall zu engagieren und veröffentlichten illegale Bücher und Schriften.
Als Van der Veen im Mai 1944 bei einem Überfall auf das Amsterdamer Gefängnis am Kleine-Gartmanplantsoen 14 schwer verletzt entkam, versteckten sie ihn in ihrem Haus an der Prinsengracht. Durch Verrat wurde er dort am 12. Mai 1944 vom Sicherheitsdienst verhaftet, ebenso wie Tine van Klooster, Suzy van Hall und die Krankenschwester Coos Frielink. Koos Schregardus war zu dieser Zeit nicht im Haus und entging der Gefangennahme. Tine van Klooster wurde erst in das KZ Herzogenbusch und am 9. September in das Frauenkonzentrationslager Ravensbrück deportiert. Sie starb dort Ende Januar 1945 an den Folgen von Krankheit und Entbehrung.

## Gedenken
Im Gedenken an seine Schwester gründete Hein van Klooster 1947 den Jantina Henderika van Klooster Fonds, der Stipendien an Studentinnen in Groningen vergibt. Außerdem stiftete er der Universität anonym zwei Gedenktafeln mit den Namen Studierender und Mitarbeiter, die in der Zeit zwischen 1940 und 1945 gestorben waren.
2005 veröffentlichte Inge de Wilde ein Buch über den Verlag Spieghel und das Leben von Tine van Klooster und Koos Schregardus.